# Acacia santosii
Acacia santosii là một loài thực vật có hoa trong họ Đậu. Loài này được G.P. Lewis miêu tả khoa học đầu tiên năm 1996.